# Stórhæð
Stórhæð är ett berg i republiken Island. Det ligger i regionen Västfjordarna, 180 km nordväst om huvudstaden Reykjavík. Toppen på Stórhæð är 498 meter över havet.
Trakten runt Stórhæð är nära nog obefolkad, med mindre än två invånare per kvadratkilometer. Närmaste större samhälle är Patreksfjörður, omkring 12 kilometer norr om Stórhæð. Trakten runt Stórhæð består i huvudsak av gräsmarker.